# Witold Leszczyński
Witold Leszczyński (* 16. August 1933 in Łódź; † 1. September 2007 in Łódź) war ein polnischer Filmregisseur, Fotograf und Drehbuchautor.

## Leben und Karriere
Witold Leszczyński, geboren 1933 in Łódź, studierte nach dem Abitur 1951 zunächst bis 1956 Film- und Schalltechnik an der Polytechnischen Hochschule in Warschau und arbeitete in der Filmindustrie als Akustiker. Danach studierte er Regie an der Filmhochschule in Łódź bis 1963. Zu dieser Zeit entstanden erste Kurzfilme. Seinen ersten Kinofilm inszenierte er 1968 mit dem auch in Deutschland unter dem Titel Die Tage des Matthäus gezeigten Filmdrama Żywot Mateusza nach dem Roman „Die Vögel“ des norwegischen Schriftstellers Tarjei Vesaas.

## Filmografie (Auswahl)
- 1967: Żywot Mateusza (1968: Das Leben des Matthäus)
- 1972: Rewizja osobista
- 1977: Rekolekcje
- 1982: Das Dorf (Konopielka)
- 1986: Die Ballade von der Axt (Siekierezada)
- 1993: Koloss
- 2001: Requiem
- 2008: Stary człowiek i pies

## Auszeichnungen
Żywot Mateusza war der polnische Beitrag bei den Internationalen Filmfestspielen von Cannes 1968 und erhielt einige Preise bei anderen Filmfestivals.
Konopielka und Siekierezada erhielten auch Preise in Polen, Schweiz und Deutschland, u. a. den Hauptpreis beim Polnischen Filmfestival.